# Mohamed El Yaâgoubi
Mohamed El Yaâgoubi, dit Moha (en arabe : محمد اليعقوبي "موحا"), né le 12 septembre 1977 à Taourirt au Maroc, est un footballeur international marocain jouant au poste de milieu de terrain. 
Moha fait partie de ces milieux de terrain, petits de taille mais robustes et techniques. Il prend sa retraite en 2014.

## Biographie
Né à Taourirt (Maroc) le 12 septembre 1977, Mohamed El Yaâgoubi plus connu sous le surnom Moha est l'un des meilleurs arrières latéraux dans l'histoire de l'équipe nationale marocaine. En quart de finale de la Coupe d'Afrique des Nations 2004 opposant les Marocains à leurs voisins Algériens, Moha avait livré la passe décisive du but égalisateur signé Chamakh à la dernière minute du temps réglementaire. Un match qui finira par une victoire (1-3) des siens avec lesquels il va atteindre la finale de la compétition.
Moha a joué pour plusieurs clubs espagnols notamment le CA Osasuna avec lequel il a atteint la finale de la Copa del Rey en 2005. Connu par ses puissants tirs, le gaucher maroco-espagnol a marqué avec toutes les équipes qu'il a côtoyé.
Atteint du diabète de type 1, Moha est l'un des rares footballeurs qui ont pu résister à la maladie et pratiquer au haut niveau de leur discipline malgré les difficultés. Le 8 novembre 2004 (coïncidant avec le 25 ramadan 1425 de l'hégire), le joueur de religion musulmane a été hospitalisé à la suite de l'effort physique durant le jeûne du ramadan. Cet incident n'a pas découragé Moha à continuer le jeûne quoique ça lui coûtait souvent la titularisation l'obligeant à commencer sur le banc des remplaçants lors des matchs coïncidant avec le mois sacré. 
Toutefois, être diabétique ne l'a pas empêché de continuer sa carrière treize ans de plus. Il n'a pris sa retraite qu'en 2014 à l'âge de 37 ans.

## Palmarès
- Finaliste de la CAN 2004
- Finaliste de la Coupe du Roi : 2005
- Finaliste de la Coupe UEFA : 2007

## Sélection en équipe nationale
| Caps | Date       | Match                  | Lieu           | Score | Compétition       | But |
| 1    | 12/02/2003 | Sénégal - Maroc        | Paris          | 0 - 1 | Amical            | --  |
| 2    | 29/03/2003 | Sierra Leone - Maroc   | Freetown       | 0 - 0 | Elim. CAN 2004    | --  |
| 3    | 30/04/2003 | Maroc – Côte d’Ivoire  | Rabat          | 0 - 1 | Amical            | --  |
| 4    | 08/06/2003 | Maroc - Sierra Leone   | Casablanca     | 1 - 0 | Elim. CAN 2004    | --  |
| 5    | 20/06/2003 | Maroc - Gabon          | Rabat          | 2 - 0 | Elim. CAN 2004    | 1   |
| 6    | 06/07/2003 | Guinée Equat. - Maroc  | Malabo         | 0 - 1 | Elim. CAN 2004    | --  |
| 7    | 10/09/2003 | Maroc – Trinité Tobago | Marrakech      | 2 - 0 | Amical            | --  |
| 8    | 11/10/2003 | Tunisie - Maroc        | Tunis          | 0 - 0 | Amical            | --  |
| 9    | 15/11/2003 | Maroc – Burkina Faso   | Meknès         | 1 - 0 | Amical            | --  |
| 10   | 19/11/2003 | Maroc – Mali           | Casablanca     | 0 - 1 | Amical            | --  |
| 11   | 27/01/2004 | Nigeria - Maroc        | Monastir       | 0 - 1 | CAN 2004          | --  |
| 12   | 31/01/2004 | Bénin - Maroc          | Sfax           | 0 - 4 | CAN 2004          | --  |
| 13   | 04/02/2004 | Afrique du Sud - Maroc | Sousse         | 1 - 1 | CAN 2004          | --  |
| 14   | 08/02/2004 | Algérie - Maroc        | Sfax           | 1 - 3 | ¼ Finale CAN 2004 | --  |
| 15   | 11/02/2004 | Mali - Maroc           | Sousse         | 0 - 4 | ½ Finale CAN 2004 | --  |
| 16   | 14/02/2004 | Tunisie - Maroc        | Radès          | 2 - 1 | Finale CAN 2004   | --  |
| 17   | 28/04/2004 | Maroc - Argentine      | Casablanca     | 0 - 1 | Amical            | --  |
| 18   | 28/05/2004 | Mali - Maroc           | Bamako         | 0 - 0 | Amical            | --  |
| 19   | 05/06/2004 | Malawi - Maroc         | Blantyre       | 1 - 1 | Elim. CM/CAN 2006 | --  |
| 20   | 03/07/2004 | Botswana - Maroc       | Gaborone       | 0 - 1 | Elim. CAN/CM 2006 | --  |
| 21   | 04/09/2004 | Maroc - Tunisie        | Rabat          | 1 - 1 | Elim.CAN/CM 2006  | --  |
| 22   | 10/10/2004 | Guinée - Maroc         | Conakry        | 1 - 1 | Elim.CAN/CM 2006  | --  |
| 23   | 26/03/2005 | Maroc - Guinée         | Rabat          | 1 - 0 | Elim.CAN/CM 2006  | --  |
| 24   | 04/06/2005 | Maroc - Malawi         | Rabat          | 4 - 1 | Elim.CAN/CM 2006  | --  |
| 25   | 18/06/2005 | Kenya - Maroc          | Nairobi        | 0 - 0 | Elim.CAN/CM 2006  | --  |
| 26   | 17/08/2005 | Togo - Maroc           | Rouen          | 1 - 0 | Amical            | --  |
| 27   | 03/09/2005 | Maroc – Botswana       | Rabat          | 1 - 0 | Elim.CAN/CM 2006  | --  |
| 28   | 08/10/2005 | Tunisie - Maroc        | Radès          | 2 - 2 | Elim.CAN/CM 2006  | --  |
| 29   | 15/11/2005 | Cameroun - Maroc       | Clairefontaine | 0 - 0 | Amical            | --  |
| 30   | 17/01/2006 | Maroc - Angola         | Rabat          | 2 - 2 | Amical            | --  |
| 31   | 21/01/2006 | Côte d’Ivoire - Maroc  | Le Caire       | 1 - 0 | CAN 2006          | --  |
| 32   | 24/01/2006 | Égypte - Maroc         | Le Caire       | 0 - 0 | CAN 2006          | --  |
| 33   | 28/01/2006 | Libye - Maroc          | Le Caire       | 0 - 0 | CAN 2006          | --  |
| 34   | 25/03/2007 | Zimbabwe - Maroc       | Harare         | 1 - 1 | Elim. CAN 2008    | --  |
| 35   | 02/06/2007 | Maroc – Zimbabwe       | Casablanca     | 2 - 0 | Elim. CAN 2008    | --  |
| 36   | 16/06/2007 | Malawi - Maroc         | Blantyre       | 0 - 1 | Elim. CAN 2008    | --  |
| 37   | 08/09/2007 | Ghana - Maroc          | Rouen          | 2 - 0 | Amical            | --  |
| ---- | ---------- | ---------------------- | -------------- | ----- | ----------------- | --- |

## Décorations
- Officier de l'ordre du Trône — Le 14 février 2004, il est décoré officier de l'ordre du Wissam al-Arch[7] — ordre du Trône[8] — par le roi Mohammed VI au Palais royal de Rabat[9].